# Bihpuria
Bihpuria (o Bihpuriagaon) è una suddivisione dell'India, classificata come town committee, di 10.867 abitanti, situata nel distretto di Lakhimpur, nello stato federato dell'Assam. In base al numero di abitanti la città rientra nella classe IV (da 10.000 a 19.999 persone).

## Geografia fisica
La città è situata a 27° 1' 60 N e 93° 54' 0 E e ha un'altitudine di 101 m s.l.m..

## Società

### Evoluzione demografica
Al censimento del 2001 la popolazione di Bihpuria assommava a 10.867 persone, delle quali 5.757 maschi e 5.110 femmine. I bambini di età inferiore o uguale ai sei anni assommavano a 1.228, dei quali 633 maschi e 595 femmine. Infine, coloro che erano in grado di saper almeno leggere e scrivere erano 8.420, dei quali 4.712 maschi e 3.708 femmine.